# Distócia de ombro
Distocia de ombro é um caso específico de distocia no qual, durante um nascimento, há uma dificuldade da passagem do ombro da criança após a passagem de sua cabeça pela sínfise púbica. É diagnosticada quando não há a saída dos ombros logo após a saída da cabeça do feto. A distocia de ombro é uma emergência obstétrica e pode ocorrer morte fetal, caso a saída deste demore muito, devido à compressão do cordão umbilical dentro do canal de parto.

## Sinais e sintomas
Uma característica de uma minoria dos casos de distocia de ombro é o sinal da tartaruga, no qual há o aparecimento e a retração da cabeça do feto (análogo a uma tartaruga entrando em seu casco), e ruborização da sua face. Isso ocorre quando o ombro no bebê é obstruída pela pelve materna.

## Fatores de risco
Cerca de 16% dos partos nos quais há distocia de ombro há a presença de fatores de risco convencionais.
Há fatores de risco bem estabelecidos, como diabetes, macrossomia fetal e obesidade materna,porém frequentemente é difícil prever. Apesar do manejo obstétrico apropriado, injúria fetal (como lesão do plexo braquial) ou até mesmo morte fetal pode ser uma complicação dessa emergência obstétrica.
Fatores de risco maternos
- Idade acima de 35 anos
- Baixa estatura
- Pelve anormal
- Fetos pós-termos (mais de 42 semanas de gestação)
- Peso grande ao nascer (macrossomia, feto com mais de 4000g)
- Diabetes (aumenta o risco em 2 a 4 vezes)

As taxas de recorrência são relativamente altas. Mulheres que sofreram distocia de ombro em um parto anterior têm 10% de chance a mais de sofrer uma nova distocia de ombro em um parto futuro do que a população em geral.

## Manejo
O manejo da distocia de ombro é executado tendo em mente a retirada do bebê o mais rápido possível, já que o atraso nessa retirada pode levar a hipóxia do feto. Um mnemônico comum utilizado é o ALEERTA:
- Ajuda: solicitar ajuda dos auxiliares, avisar a paciente sobre a situação e chamar o anestesista e o pediatra.
- Levantar pernas: Hiperflexão das coxas auxilia na saída do feto (posição de McRoberts).
- Externa: Realizar pressão suprapúbica externa (Manobra de Rubin I). A grande maioria dos casos de distocia de ombro é resolvida utilizando esses três primeiros pontos.
- Episiotomia: Realizada apenas caso seja necessário aumentar o espaço para realização das manobras. Por ser uma impactação óssea, o ombro não é liberado apenas com a realização da episiotomia.
- Retirada do braço posterior:  Tentativa de retirar o ombro posterior do feto pela introdução de uma das mãos no interior da vagina (manobra de Jacquemier).
- Toque: Nesse ponto são realizadas três manobras internas que visam girar o ombro anterior nos planos oblíquos e sob a sínfise púbica. São elas: manobra de Rubin II, manobra de Rubin II + Woods e manobra de Woods invertida.[7]
- Alterar a posição da parturiente: A paciente é colocada em posição de prece maometana, ou seja, ela fica sobre os quatro membros, apoiadas sobre as mãos e pernas.[7]

A vantagem de realizar os passos na ordem do ALEERTA é que ele parte da manobra menos invasiva para a mais invasiva, reduzindo, portanto, os riscos para a mãe.
Caso todas essas manobras tenham sido infrutíferas, um obstetra experiente pode ainda tentar medidas drásticas que são consideradas últimos recursos na distocia de ombro:
- Manobra de Zavanelli, na qual há o reposicionamento da cabeça do feto para dentro da vagina e a realização de uma cirurgia cesariana de emergência.
- Fratura de clavícula intencional, já que reduz o diâmetro total dos ombros e permite a sua saída.
- Sinfisiotomia materna: abertura dos ossos da sínfise púbica, realizada pela quebra do tecido conectivo que une os dois ossos púbicos, facilitando a passagem dos ombros.
- Resgate abdominal, onde uma histerotomia facilita a saída vaginal do ombro impactado.

## Complicações
A maior preocupação na distocia de ombro é o dano no plexo braquial superior. Esse plexo supre os componentes sensitivos dos ombros, braços e mãos. A tensão excessiva durante a distocia pode romper fisicamente as raízes nervosas das suas origens na medula espinal, resultando na disfunção total do membro. As raízes ventrais (via motora) são mais passíveis de lesão, já que elas estão no plano de maior tensão.
- Paralisia de Klumpke
- Paralisia de Erb
- Hipóxia fetal
- Morte fetal
- Paralisia cerebral
- Hemorragia pós-parto materna
- Lacerações vaginais
- Ruptura uterina

## Epidemiologia
Apesar de a definição ser imprecisa, a distocia de ombro ocorre em aproximadamente 0,3 a 1% dos partos vaginais.